# الحفر (ذي السفال)

تعديل مصدري - تعديل

الحفر محلة تابعة لقرية شقح، التابعة لعزلة شقح وطانف بمديرية ذي السفال إحدى مديريات محافظة إب في الجمهورية اليمنية، بلغ تعداد سكانها 203 حسب تعداد اليمن لعام 2004.